# Rafael Leonardo Callejas
Rafael Leonardo Callejas Romero (Tegucigalpa; 14 de noviembre de 1943-  Atlanta, Georgia; 4 de abril de 2020) fue un economista y político hondureño. Fue el 3°. presidente constitucional de la República de Honduras, desde la Constitución de 1982; comenzó el 27 de enero de 1990 hasta el 27 de enero de 1994. Estuvo implicado en el escándalo conocido como FIFA Gate y fue condenado por corrupción.

## Estudios
El joven Rafael Leonardo, realizó sus estudios elementales en la Escuela Americana y los secundarios en el Instituto San Francisco de Tegucigalpa. Posteriormente se trasladó a Misisipi, Luisiana donde cursó sus estudios superiores en la Universidad de Misisipi, graduándose en economía agrícola en 1966. En 1967 hizo un corto diplomado en el Instituto de Ciencias Sociales de La Haya, sobre desarrollo agrícola.

## Carrera política
A su regreso a Honduras, Callejas Romero se desempeñó como planificador jefe del Sector Agropecuario en el Consejo Superior de Planificación Económica durante el gobierno del general Oswaldo López Arellano en el período 1967-1971. Desde al año 1972 hasta el año 1975 desempeñó el cargo de subsecretario y luego secretario de Estado en el Despacho de Recursos Naturales durante el segundo gobierno de López Arellano. De acuerdo al historiador, Longino Becerra: «como titular de dicha cartera, Callejas presidió la Junta Directiva del Banco Nacional de Desarrollo Agrícola (BANADESA) y del Instituto Hondureño de Mercadeo Agrícola (IHMA). Su desempeño en estas funciones fue sumamente discreto, limitado a una administración esencialmente rutinaria».
En 1975 el general Juan Alberto Melgar lo nombró ministro de Recursos Naturales. Cuando Policarpo Paz García derribó a Melgar y se hizo con el poder al frente de una Junta de Gobierno Militar, El licenciado Callejas fue confirmado en su puesto ministerial en agosto de 1978.
Desde 1980 a 1981, Rafael Callejas Romero fue diputado a la Asamblea Nacional Constituyente por Francisco Morazán, para la promulgación de la constitución de Honduras vigente. También fue designado presidencial en la fórmula de Ricardo Zúñiga Agustinus, cuando este le disputó la presidencia al liberal Roberto Suazo Córdova, en las elecciones que significaron la restauración de la democracia en Honduras en 1981. Durante este tiempo, Callejas pasó a integrar la Comisión Política y a presidir el Comité Central del Partido Nacional de Honduras, convirtiéndose en uno de los cabezas visibles de la facción interna Unidad y Cambio, que animaba el empresario Ricardo Maduro Joest. Posteriormente, Callejas activó una facción personalista, el Movimiento Nacional Callejista (Monarca), con vistas a su apuesta presidencial.

## Elecciones de 1985
En 1985, el pueblo hondureño es convocado a comicios generales para elegir a las nuevas autoridades que regirían los destinos del país. Pero el presidente Roberto Suazo Córdova amagó con perpetuarse en el poder. "Cuando ya los partidos históricos se preparaban en sus convenciones a proclamar sus candidatos presidenciales." Hubo crisis institucional y con la mediación de la empresa privada, las centrales obreras, las fuerzas armadas y la iglesia católica, se buscó una salida al problema existente y se aprobó un mecanismo de votación llamado “Alternativa B”. Con este mecanismo, se permitió la participación de varios candidatos de un mismo partido y al final los votos se sumarían y el instituto político que sacara más votos sería el ganador.

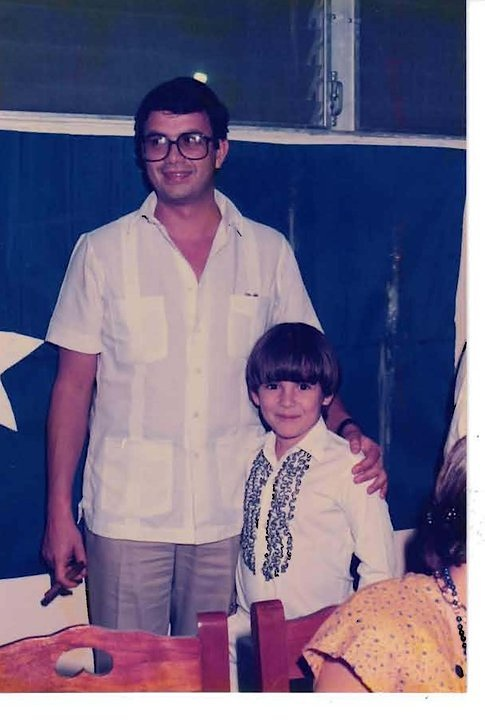
Callejas en campaña electoral en 1985

En estas elecciones compitieron por "los liberales el Ingeniero José Azcona del Hoyo, los abogados Óscar Mejía Arellano, José Efraín Bú Girón y Carlos Roberto Reina, por los nacionalistas el Licenciado Rafael Leonardo Callejas, el Licenciado Juan Pablo Urrutia Raudales y el Ingeniero Fernando Lardizábal Guilbert, presentándose además las candidaturas de los partidos Democracia Cristiana y PINU".
Comprometidos a respetar ese arreglo para no entorpecer el sistema democrático iniciado en 1982, por esa única vez en los partidos tradicionales se hicieron en conjunto elecciones internas y generales, ganándolas el liberal Azcona Hoyo, aunque fue el Rafael Leonardo Callejas el que mayor número de votos obtuvo; "exactamente 189 000 papeletas de diferencia, suponiendo el 42% del total, mientras que José Azcona, con solo el 27% de los sufragios totales fue proclamado presidente.
Con este acto, se violentó el artículo 236 de la Constitución de la República que decía en aquel entonces "El presidente y tres designados a la Presidencia serán electos conjunta y directamente por el pueblo, por simple mayoría de votos".
Finalmente, el Licenciado Callejas "probó públicamente su desprendimiento político al aceptar la victoria de sus oponentes en una elección anticonstitucional, buscando la salvación del recién establecido orden constitucional, lo que obviamente se logró…".

## Elecciones de 1989
Para las siguientes elecciones, Rafael Callejas gozó de nuevo con la confianza del Partido Nacional. Las elecciones externas para la selección de candidatos para las elecciones presidenciales de 1989, que se realizaron en el mes de diciembre, fueron puramente simbólicas. Rafael Leonardo Callejas, máximo líder del movimiento o corriente política interna del Partido Nacional denominada Movimiento Nacional Rafael Callejas (MONARCA), negoció previamente con los líderes de los otros movimientos dándoles una cuota de puestos en el aparato estatal.
En 1989, durante estas elecciones, el licenciado Rafael Callejas enfrentó como su principal opositor a un joven Carlos Roberto Flores Facussé del Partido Liberal, exministro de la presidencia durante el gobierno de Roberto Suazo Córdova. De acuerdo al periodista, Juan Ramón Durán "existían" entre estos dos candidatos "más coincidencias que diferencias". "Ambos dirigentes políticos son jóvenes... dueños de una visión empresarial en el manejo de los intereses públicos y privados, pragmáticos, respetuosos de la influencia castrense y norteamericana". Esto sugería que "el origen social y la proximidad idelógica de los candidatos" era por igual, conservadora.
A pesar de la similitud entre estos dos candidatos; la incapacidad y falta de liderazgo dentro de su propio partido del presidente saliente, Azcona Hoyo, "las pugnas internas del Partido Liberal y el desgaste de dos periodos sucesivos" de gobierno liberales "en una década de crisis, así como los aciertos de Rafael Leonardo Callejas en el manejo de su partido y de su campaña, llevaron a los liberales a la derrota en 1989 y una victoria amplia del Partido Nacional".
"Al final de la contienda electoral, “Callejas obtuvo alrededor de 52% de los votos, los liberales 43% y el resto se reparte entre el PINU-SD con 1.8% y la Democracia Cristiana con 1.4 por ciento...El triunfo de Callejas se explica por el fracaso de los dos gobiernos liberales para manejar la crisis económica del país y atenuar las condiciones de desempleo y pobreza de la mayoría de la población. La población "buscaba" en Callejas una alternativa". Según el historiador, Juan Arancibia, la victoria de "Rafael Leonardo Callejas, se debió a que este candidato "recurrió en su campaña a novedosas técnicas de marketing, reestructuró y dinamizó su partido y se presentó atendiendo a los puntos más sensibles de la opinión pública:la crisis económica y la salida de la Contra" nicaragüense.

## Presidencia (1990-1994)

### Economía
El presidente electo, Rafael Leonardo Callejas Romero, recibió de parte de los anteriores gobiernos liberales un país sumergido en una profunda crisis económica. Con este panorama desalentador, al nuevo mandatario le tocó hacerle frente a los retos de una Honduras con un déficit fiscal, déficit comercial, desempleo masivo, así como el hecho de que esta nación había sido declarada "no elegible" para préstamos y demás ayudas financieras por parte de organismos crediticios internacionales, esto, entre otros tantos problemas de orden económico.
Fue por ello que en marzo de 1990, Callejas declaró que Honduras estaba en "bancarrota" con una economía "mentirosa". Para solucionar esta crisis, Callejas presentó al Congreso Nacional un paquete de leyes llamadas las Medidas del Ordenamiento Económico basadas en "el modelo económico neoliberal" el cual "no permite la regulación del Estado en el mercado o en los negocios o desarrollo económico del país".
Las medidas económicas presentadas por Callejas fueron rebautizadas por el Congreso Nacional de la República como Decreto Ley 18-90 del Ordenamiento Estructural de la Economía. Estas fueron "recomendadas" a manera de presión por los organismos internacionales como el Fondo Monetario Internacional y la Agencia Internacional para el Desarrollo (AID) para que Honduras fuese nuevamente elegible para nuevos préstamos, lo cual era uno de los objetivos del presidente Callejas.
El historiador Longino Becerra asegura que "casi inmediatamente después de aprobado el "paquetazo"... comenzaron a dispararse los precios de numerosos artículos esenciales". Sin embargo, para algunos, esto se debió porque "los productores hondureños creyeron que la libertad de mercados implicaba el consentimiento de sus excesos como la variación hacia arriba de los precios de sus productos."
Además del alza de los precios, la nueva Ley se tradujo en "sucesivas devaluaciones de la moneda nacional, el Lempira - que desde 1920 había mantenido un tipo de cambio fijo con el dólar". Hubo "despidos masivos en el sector público y la reducción del gasto social, castigó inevitablemente a extensas capas de la población ya de por sí golpeadas por las carencias propias de un país pobre y con un reparto de rentas muy desequilibrado" ... "provocando, ya en los primeros meses de la administración de Callejas, una fuerte contestación social que se expresó en agitaciones callejeras y huelgas sectoriales convocadas por unas organizaciones sindicales muy batalladoras".
A pesar de que el presidente Callejas, comenzó su mandato con serios reveses luego de la implantación de su paquete económico, y de haber finalizado su mandato con un rendimiento bastante "discreto en la macroeconomía, con un crecimiento anual medio de sólo el 1,5% del PIB", los esfuerzos realizados por el presidente Callejas en el plano económico, fueron reconocidos por algunos observadores.
De acuerdo al escritor, Rodolfo Pastor Fasquelle, cuando Callejas llegó al poder en 1990, “las carencias eran inmensas y se había caído en la inercia". Según Fasquelle, Callejas "tuvo coraje para actuar en forma consecuente". Además, dice Fasquelle, Callejas “saneó en forma profesional las finanzas del Estado, lo cual era necesario; abrir el mercado, le quitó la modorra al aparato productivo, impidió que la especulación se le fuera de control; avanzó en el proceso de privatización; logró un crecimiento relativo... dejó un patrimonio material sustancial.” Además de lograr "la reanudación de la asistencia financiera internacional, lo cual, unido a las excelentes relaciones con la potencia norteamericana, facilitó la condonación por Washington en septiembre de 1991 de 430 millones de dólares de deuda bilateral".
Para Alexis Gonzáles de Oliva, Callejas es "Posiblemente ...el primer gobernante que cuando asume la Presidencia de la República, tiene mayor conciencia de los problemas nacionales, valoración de las dificultades que han frenado el crecimiento económico del país; y visiones claras de lo que se debe hacer para crear las bases para el despegar, los riesgos que se deben correr, los ajustes jurídico burocráticos que había que introducir y los resultados que se podían esperar".

### Logros
Su gobierno tuvo importantes aciertos en los campos de la infraestructura (como por ejemplo la construcción y mejora de carreteras), educación, salud, Modernización del Estado y la creación del Fondo Hondureño de Inversión Social (FHIS). En 1991, asistió en la ciudad de Guadalajara, México para la celebración de la I Cumbre Iberoamericana; al año siguiente 1992, viajó a México nuevamente, donde fue uno de los testigos de la firma de los Acuerdos de Paz entre el gobierno de El Salvador y la guerrilla del FMLN; Después viajó a Washington D. C. para entrevistarse con el presidente de Estados Unidos George Bush con el fin de negociar ayudas económicas a Honduras; Callejas también asistió a la II Cumbre Iberoamericana celebrada en la ciudad de Madrid y a la III Cumbre Iberoamericana llevada a cabo en la ciudad de Salvador de Bahía, en Brasil.

## Honores
- 1989: Doctor honoris causa entregado por la Universidad de Misisipi.
- 1993: Doctor honoris causa entregado por la Universidad Autónoma de Guadalajara.

## Presidencia de FENAFUTH (2002-2015)

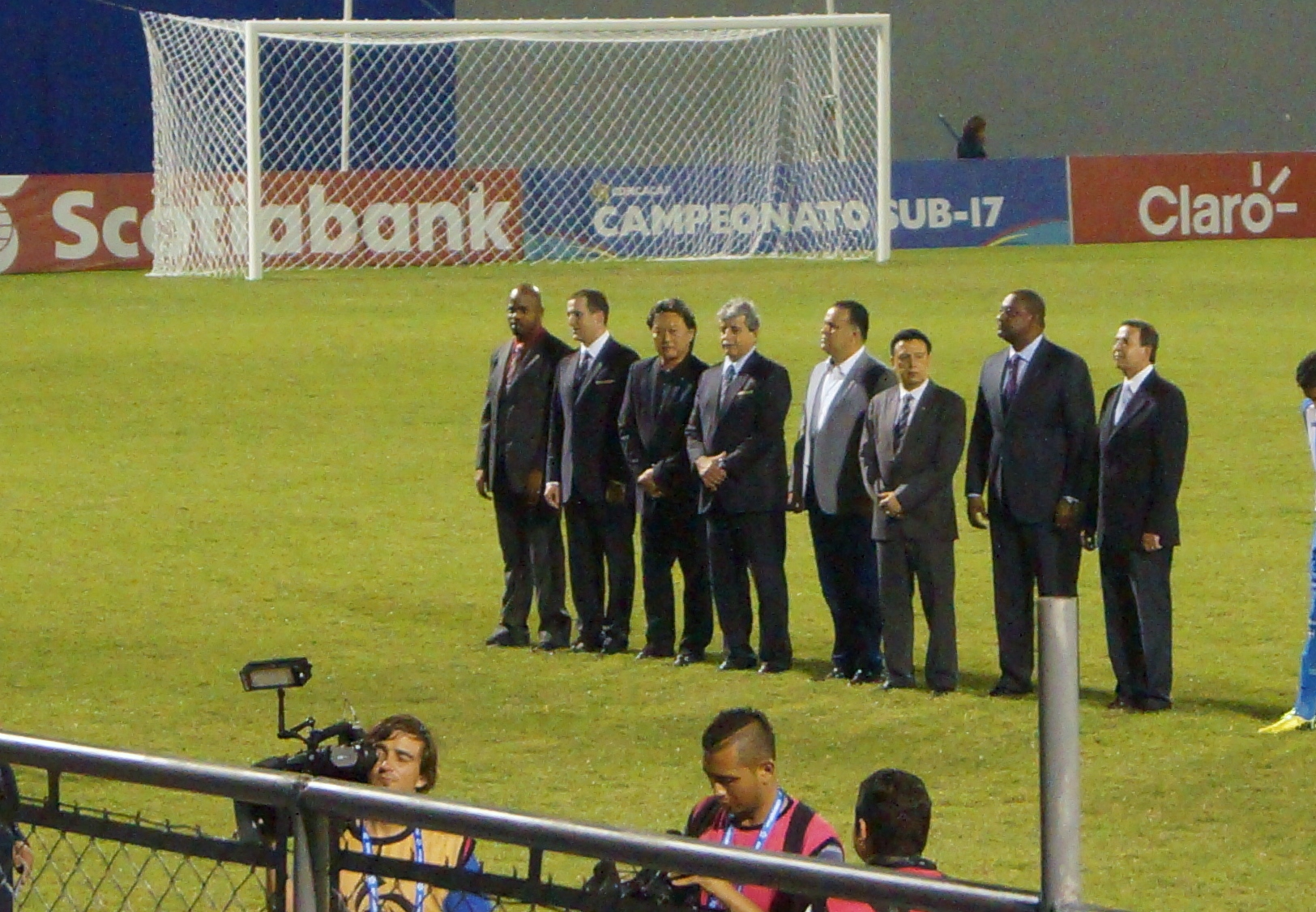
Callejas en un acto cívico con dirigentes de la CONCACAF

Rafael Leonardo Callejas se desempeñó como presidente de la Federación Nacional Autónoma de Fútbol de Honduras (FENAFUTH) durante trece años, bajo su dirección, la selección nacional de fútbol ha clasificado a dos mundiales mayores Sudáfrica 2010 y Brasil 2014, entre su participación a las Olimpiadas y a varios mundiales juveniles de fútbol, su sucesor es el catedrático Alfredo Hawit.

## Acusaciones de corrupción
Posteriormente a su Presidencia, Callejas es acusado en siete casos de abuso de poder y malversación de fondos públicos. Durante los dos periodos subsiguientes se le siguen los casos sin que se le encuentre culpabilidad. En el año 2005 el Congreso Nacional retira la ley mediante la cual los expresidentes, entre otros exfuncionarios, gozaban de inmunidad. El día siguiente el expresidente Callejas se presenta voluntariamente a los juzgados para proceder con sus juicios. Posteriormente, es encontrado inocente por el Poder Judicial, recibiendo cartas de libertad en todos los casos en los que se le había incoado.
El 3 de diciembre de 2015, los Estados Unidos solicita extradición de Callejas por acusaciones en la Corte de Nueva York por el escándalo de corrupción en la FIFA, denominado "FIFA gate", por supuestos actos de corrupción por recibir sobornos junto a Hawitt, por la cantidad de US$ 600 000 por parte de MEdiaWorld, para la transmisión exclusiva de los partidos de la Selección Nacional de Honduras, utilizando bancos de Estados Unidos, para el blanqueo del dinero y realizar transacciones por medio de Citibank Panamá. Fue extraditado a los Estados Unidos el 14 de diciembre de 2015. La OABI oficialmente confirmó el 15 de diciembre de 2015 que ya no había fondos en las cuentas bancarias personales y empresariales del expresidente, por lo cual se presume que este las haya vaciado en la semana que fue acusado. Rafael Leonardo Callejas se declaró culpable ante un tribunal de Nueva York por conspiración por crimen organizado y fraude electrónico en el escándalo conocido como 'Fifagate'.
Callejas contrató los servicios del abogado Manuel Retureta para defenderse de los cargos criminales de asociación ilícita, fraude y lavado de dinero. El 28 de marzo de 2016, Callejas se declaró culpable de los cargos que se le imputan.

## Fallecimiento
Rafael Leonardo Callejas falleció en Atlanta, Estados Unidos, el sábado 4 de abril de 2020 a los 76 años de edad. Según el informe preliminar su causa de muerte fue un infarto agudo de miocardio.

## Familia
Sus padres fueron Rafael Callejas Valentine y la señora Emma Romero, originaria de Danlí, El Paraíso. Contrajo matrimonio con la abogada Norma Regina Gaborit, con quien tuvo tres hijos.
La ascendencia de Rafael Leonardo Callejas Romero se muestra en el siguiente árbol genealógico:
|  |                                    |  |  |  |  |  |  |  |  |  |  |  |  |  |  |  |
|  | 4. Rafael Callejas Lozano          |  |  |  |  |  |  |  |  |  |  |  |  |  |  |  |
|  |                                    |  |  |  |  |  |  |  |  |  |  |  |  |  |  |  |
|  |                                    |  |  |  |  |  |  |  |  |  |  |  |  |  |  |  |
|  | 2. Rafael Callejas Valentine       |  |  |  |  |  |  |  |  |  |  |  |  |  |  |  |
|  |                                    |  |  |  |  |  |  |  |  |  |  |  |  |  |  |  |
|  |                                    |  |  |  |  |  |  |  |  |  |  |  |  |  |  |  |
|  | 5. Paula Valentine                 |  |  |  |  |  |  |  |  |  |  |  |  |  |  |  |
|  |                                    |  |  |  |  |  |  |  |  |  |  |  |  |  |  |  |
|  |                                    |  |  |  |  |  |  |  |  |  |  |  |  |  |  |  |
|  | 1. Rafael Leonardo Callejas Romero |  |  |  |  |  |  |  |  |  |  |  |  |  |  |  |
|  |                                    |  |  |  |  |  |  |  |  |  |  |  |  |  |  |  |
|  |                                    |  |  |  |  |  |  |  |  |  |  |  |  |  |  |  |
|  | 3. Emma Romero                     |  |  |  |  |  |  |  |  |  |  |  |  |  |  |  |
|  |                                    |  |  |  |  |  |  |  |  |  |  |  |  |  |  |  |
|  |                                    |  |  |  |  |  |  |  |  |  |  |  |  |  |  |  |